# 极地放大效应

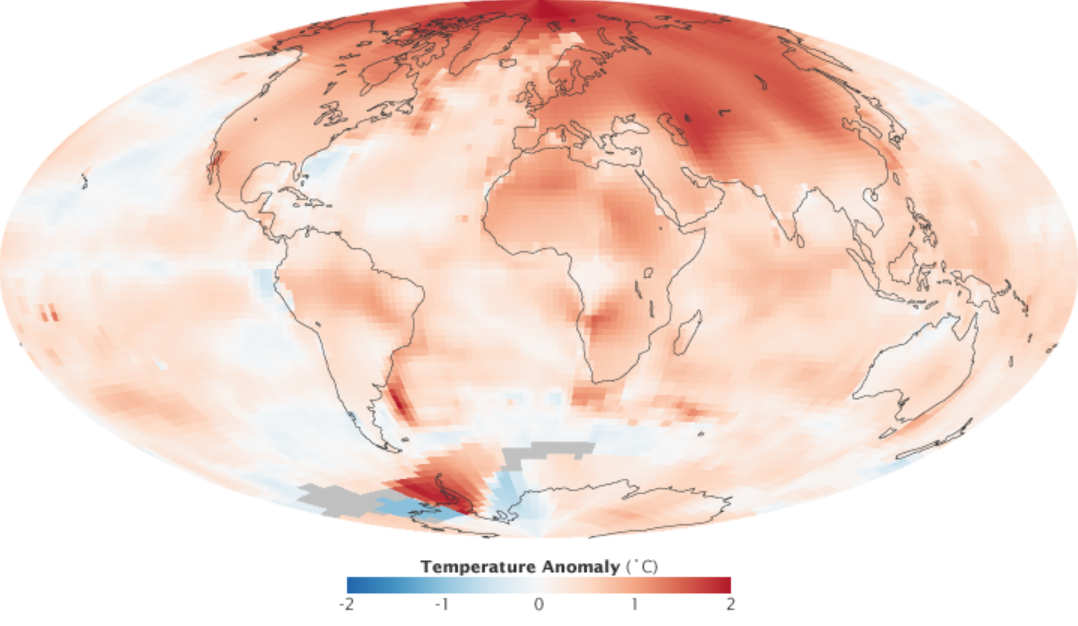
NASA GISS 2000-2009 年温度趋势图，显示出强烈的北极放大效应。

极地放大效应是一种气候变化中的现象，即净辐射平衡发生的任何变化（例如温室效应增强）往往会在两极附近产生比行星平均温度更大的温度变化。 这一效应通常指极地变暖幅度与热带变暖幅度的比率。在具有可以限制向太空发射长波辐射（即具有温室效应）的大气层的行星上，地表温度将比简单的行星平衡温度计算所预测的要高。如果一个星球上的大气或广阔的海洋能够向极地输送热量，两极将比当地净辐射平衡预测的更温暖，而赤道地区更冷。 当全球平均温度相对于参考气候较低时，两极将经历最大的变冷幅度；或者，当全球平均温度较高时，两极将经历最大的变暖幅度。 
在极端情况下，金星被认为在其演变历史中经历了非常严重的温室效应以至于其两极已经充分变暖，其行星表面温度几乎是等温（两极和赤道之间没有差异）的.  在地球上，水蒸气和微量气体提供了较弱的温室效应，而大气和广阔的海洋则提供了有效的极地热传输。如下所述，古气候变化和最近的全球变暖变化都表现出强烈的极地放大效应。
北极放大效应只是地球北极的极地放大效应；南极放大效应是南极的放大效应。

## 研究历史
Mikhail Budyko于 1969 年发表了一项与北极放大效应有关的基于观测的研究， 研究结论总结为“海冰损失通过地表反照率反馈影响北极温度”。  同年， William D. Sellers发表了类似的模型。 这两项研究都引起了极大的关注，因为它们暗示了全球气候系统内可能出现失控的正反馈效应。  1975 年，Manabe 和 Wetherald 发表了第一个有可信度的大气环流模型，该模型研究了温室气体增加的影响。尽管该模型仅限于全球不到三分之一的地区，设置了“沼泽式的”海洋，并且只有高纬度地区存在陆地表面，但它也显示出北极的变暖速度比热带地区更快（所有后续模型都是如此）。 

## 放大效应

### 放大效应机制
与海冰和积雪相关的反馈作用被广泛认为是近期陆地极地放大效应的主要原因之一。   这些反馈在局部极地放大效应中特别值得注意， 尽管最近的工作表明，递减率反馈可能与北极放大效应的冰反照率反馈同样重要。 支持这一想法的依据是，在没有冰雪的模型中也观察到了大规模的放大效应。 它似乎既源于（可能是短暂的）极地热传输的加剧，也更直接源于当地净辐射平衡的变化。 局部辐射平衡至关重要，因为出射长波辐射的整体减少将导致两极附近净辐射的相对增加大于赤道附近净辐射的增加。 因此，在递减率反馈和局部辐射平衡的变化之间，极地放大效应可将主要原因归于出射长波辐射的变化。  对于北极来说极地放大效应尤其明显，而南极洲的高地地形限制了递减率反馈的影响。  
气候系统反馈的一些例子被认为推动了近年来的极地放大效应，包括积雪和海冰的减少、大气和海洋环流的变化、北极环境中人为烟尘的存在以及云量和水汽的增加。  CO2的辐射强迫也可以归因于极性放大。 大多数研究将海冰变化与极地放大效应联系起来。 冰的范围和厚度都会影响极地放大效应。具有较小基线海冰范围和较薄海冰覆盖范围的气候模型表现出较强的极地放大。 一些冰雪覆盖率没有变化的现代气候模型仍表现出北极放大效应。 
导致极地变暖的各个过程对于了解气候敏感性至关重要。 极地变暖还影响了许多生态系统，包括海洋和陆地生态系统、气候系统和人口。 极地放大效应的这些影响促进了面对全球变暖的持续研究。

### 海洋环流
据估计，全球 70% 的风能被转移到海洋并在南极绕极流(ACC) 内产生。 最终，由于风应力导致的上升流将寒冷的南极海水通过大西洋表面洋流进行输送，让它们在赤道上空变暖，此后进入北极区域。这在高纬度地区尤其明显。 因此，北极变暖取决于全球海洋运输的效率，并在极地跷跷板效应中发挥作用。 
拉尼娜现象期间氧气减少和 pH 值低是与初级生产减少和更明显的极向洋流相关联的过程。 有人提出，ENSO拉尼娜期间北极地表气温异常增加的机制可能归因于热带激发的北极变暖机制（TEAM），当时罗斯比波向极地传播更多，导致波动力学和向下的红外辐射增加。  

### 放大系数
极地放大效应是根据极性放大系数量化的，通常定义为极地温度的一些变化与更广泛的平均温度的相应变化的比率：
{\displaystyle {PAF}={\Delta {T}_{p} \over \Delta {\overline {T}}}}  ,
{\displaystyle \Delta {T}_{p}}是极地温度的变化，{\displaystyle \Delta {\overline {T}}}  是全球平均温度的相应变化。
常见应用 将温度变化直接定义为相对于最近的参考区间（通常为 30 年）的地表气温异常。其他研究则使用了较长时间间隔内地表气温变化的比率。 

### 放大阶段

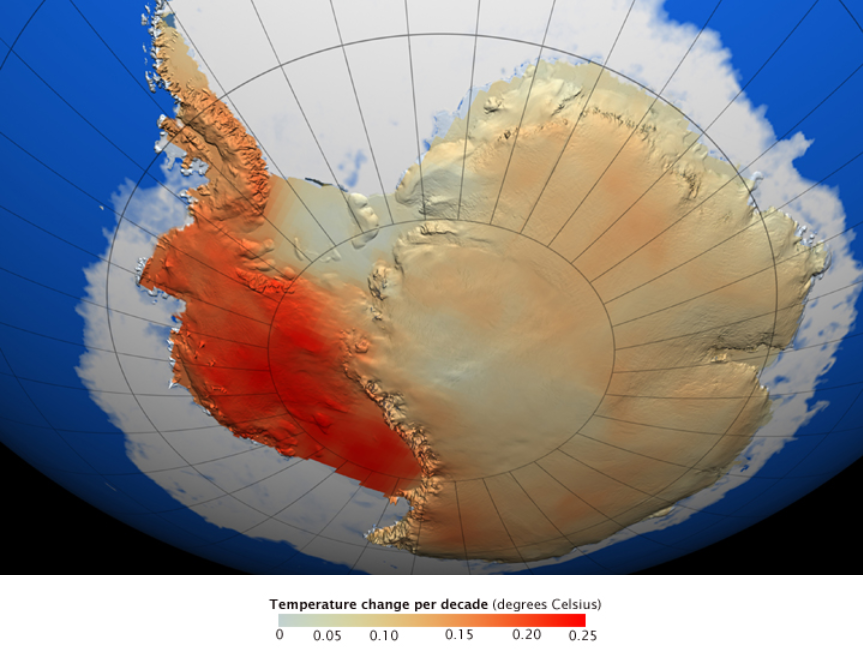
西南极洲（左）的温度趋势已大大超过全球平均水平；东南极洲则不那么明显。

根据观测，由于轨道辐射强迫效应，北极和南极变暖通常会异相进行，从而导致所谓的极地跷跷板效应。 

## 古气候极地放大效应
更新世的冰期/间冰期循环为北极和南极的极地放大效应提供了大量古气候证据。 自20,000年前末次盛冰期以来的温度上升就是一个典型证据。来自北极（格陵兰）和南极的推测温度记录表明，极地放大系数大致为 2.0。 

## 近年的北极放大效应

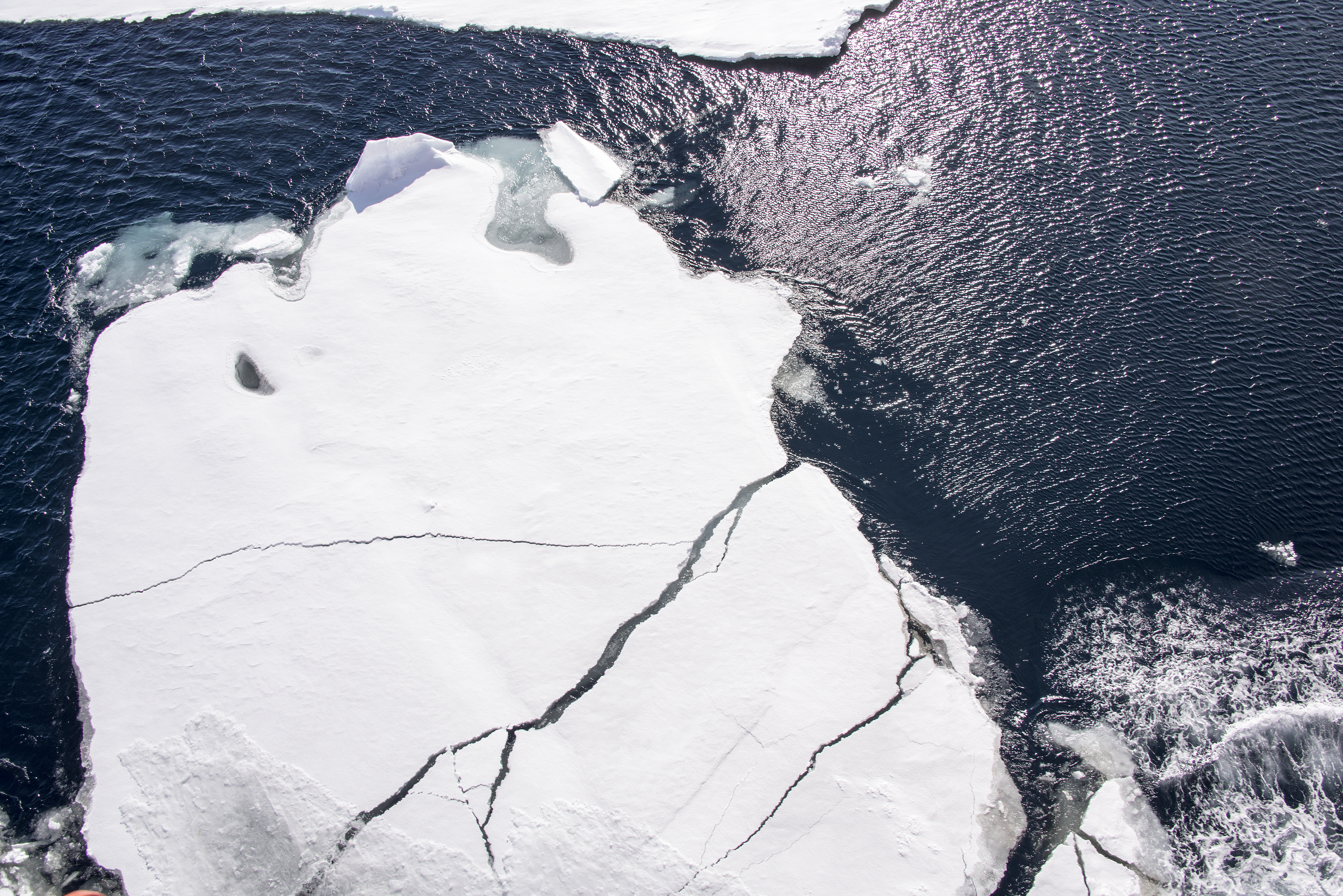
较暗的海洋表面仅反射 6% 的入射太阳辐射，而海冰可以反射 50% 到 70%之多。

导致观测到的北极放大效应的机制包括北极海冰减少（开阔水域反射的阳光比海冰少）、从赤道到北极的大气热量传输、 和递减率反馈。 
詹妮弗·弗朗西斯在 2017 年接受《科学美国人》杂志采访称，“由于急流的剧烈波动，更多的水蒸气正向北输送。这很重要，因为水蒸气和二氧化碳和甲烷一样是温室气体。水汽在大气中捕获热量，也会凝结成我们称之为云的液滴，它们本身会吸收更多的热量。水蒸气是放大效应的重要组成部分——这是北极变暖速度比其他任何地方都快的一个重要原因。” 
一些研究将北极爆发性升温（从而导致冰冻圈消失）与中纬度地区的极端天气联系起来。    也有研究不支持海冰损失与中纬度极端事件之间的联系。  其中，一个假说认为，通过改变极地急流将极地放大效应与极端天气联系起来。 然而，2013 年的一项研究指出，与海冰和积雪减少有关的极端事件的观测时间还不够长，无法将自然的气候变率与近期气候变化相关的影响完全区分开来。 关于海冰减少导致的极地放大效应与纬度极值之间的关系仍然存在争议。
2017 年和 2018 年发表的研究表明，北半球急流中罗斯比波的驻留模式导致了长期的极端天气事件，例如2018 年欧洲热浪、 2003年欧洲热浪、 2010 年俄罗斯热浪、 2010 年巴基斯坦洪水等等。这些事件常常在研究中与全球变暖、北极爆发性升温等效应联系起来。  
2009 年的一项研究表明，大西洋多年代际振荡(AMO) 与北极温度的变化高度相关，这表明大西洋温盐环流与北极在多年代际时间尺度上的温度变化有关。  2014 年的一项研究得出结论，北极放大效应显著降低了近几十年来北半球寒冷季节的气温变化。来自北极的寒流如今可以在秋冬季节更迅速地侵入较温暖的低纬度地区，预计这种趋势将在未来除了夏季之外继续存在，这令人担忧冬季是否会出现更多的严寒事件。 据 2015 年的一项研究显示，基于大气中气溶胶的计算机模型，1980 年至 2005 年间北极地区观测到的高达 0.5 摄氏度的升温是欧洲的气溶胶减少所致。  